# 2008 en Bolivie
Chronologie de la Bolivie
- 2004
- 2005
- 2006
- 2007
- 2008
- 2009
- 2010
- 2011
- 2012

Cet article présente les faits marquants de l’année 2008 du calendrier grégorien en Bolivie.

## Événements
- Lundi 3 mars 2008 : les riches propriétaires terriens qui contrôlent les provinces de l'est (Pando, Beni, Santa Cruz, Tarija) appellent à la résistance pour empêcher le vote de la nouvelle constitution qui prévoit une mise en avant des droits des indigènes (ethnies Aymaras, Quechuas et guaranis), majoritaires à 70 % dans le pays mais maltraités par tous les gouvernements depuis l'indépendance. Cette constitution prévoit la revalorisation des systèmes traditionnels en matière d'éducation, de santé et de justice, et le démantèlement des grandes propriétés agricoles pour redistribuer leurs terres aux paysans pauvres indigènes. Cependant, la pratique politique du Président Evo Morales faisant appel à la « force du peuple » pour imposer la Constitution est un véritable coup d'État populaire.

- Samedi 3 mai 2008 : la Bolivie rachète à Telecom Italia les 50,9 % qu'il possède dans l'entreprise de télécommunications Entel pour 100 millions de dollars.

- Dimanche 4 mai 2008 : lors du référendum sur la demande d'autonomie du département de Santa Cruz (370 000 km², 2,5 millions d'habitants, richesse 900 €/h), le « si » a emporté 80 % des suffrages (40 % des électeurs ne sont pas allés votés). Le gouvernement réfute toute valeur légale à la consultation alors que le président Evo Morales avait appelé à l'autogestion des communautés indigènes. Trois autres département (Tarija, Beni et Pando) sont dans une même logique d'autonomie avec des référendums prévus d'ici fin juillet.

- Dimanche 14 décembre 2008 : Le président socialiste Evo Morales déclare soupçonner les États-Unis d'avoir orchestré délibérément la chute actuelle du prix du pétrole dans le but de « punir les gouvernements révolutionnaires, les présidents révolutionnaires, punir Hugo Chávez et quelques pays pétroliers du Moyen Orient […] L'empire sait malheureusement utiliser le système financier pour punir quelqu'un […] Parfois, ils organisent la dépression d'un secteur qui est profitable ou une baisse de prix pour punir quelqu'un » ajoute-t-il en accusant Washington d'avoir encouragé la chute de la valeur de la feuille de coca dont la culture est très répandue dans les Andes, où elle revêt un usage sacré et médicinal, mais elle est combattue par les États-Unis car elle entre dans la fabrication de la cocaïne[1].

- Dimanche 21 décembre 2008 : Un autocar, pris dans une forte tempête de grêle, tombe dans un ravin de 100 mètres près de La Paz causant la mort d'au moins 17 personnes.

## Crédit d'auteur interne
- Cet article est partiellement ou en totalité issu de l'article intitulé « 2008 par pays en Amérique » (voir la liste des auteurs).